# إينا سوزوكي
إينا سوزوكي (باليابانية: 鈴木愛奈؛ بالكانا: すずき あいな) هي مؤدية صوت يابانية، ولدت في 23 يوليو 1995 في هوكايدو في اليابان.

## روابط خارجية
- إينا سوزوكي على موقع IMDb (الإنجليزية)
- إينا سوزوكي على موقع ميوزك برينز (الإنجليزية)
- إينا سوزوكي على موقع أول ميوزيك (الإنجليزية)
- إينا سوزوكي على موقع ديسكوغز (الإنجليزية)
- إينا سوزوكي على موقع قاعدة بيانات الفيلم (الإنجليزية)
- إينا سوزوكي على موقع ANN person (الإنجليزية)